# Michael Kjellander
Carl Michael "Mike" Rutger Kjellander, född 14 mars 1964 i Jönköpings Sofia församling, är en svensk vattenskidåkare. Han vann den amerikanska proffstouren 21 gånger (fyra gånger totala vinnaren), två gånger US Mastersmästare, US-Openmästare, 15 EM-guld, 32 SM-guld, två VM-silver och ett VM-brons. Dessutom världsrekordhållare 1987. 
Han specialiserade sig i grenarna slalom och hopp men var även en duktig kombinationsåkare. Han har hållit det svenska rekordet i samtliga tre grenar, men endast hans rekord i trick från 1984 står sig än idag (2021).

## Biografi
Han växte upp i Ödeshög, Östergötland tillsammans med sin syster Helena Kjellander och bror Richard (född 1970), som båda två också var framgångsrika vattenskidåkare. Han började åka vattenskidor i Motala Vattenskidklubb när han var sex år gammal. I tidig ålder var han även en duktig skidåkare utför och tävlade i båda sporterna fram tills han var runt 16 år gammal. Efter det satsade han helhjärtat på vattenskidor och bosatte sig i Florida för att kunna tävla och träna på heltid. Vid 17 års ålder vann han sitt första EM i Open klass (slalom). 

## Meriter
| Mästerskapstitlar | Mästerskapstitlar  |
| ----------------- | ------------------ |
| U.S. Masters      | 1989, 1993         |
| U.S. Open         | 1989               |
| Världsmästare     | N/a                |
| Europamästare     | 1981, 1983, & 1984 |

| Världsrekord | Världsrekord  | Världsrekord                                                                        |
| ------------ | ------------- | ----------------------------------------------------------------------------------- |
| 29 okt 1988  | 1.0 @ 10.25 m | tangerat av Andy Mapple 30 okt 1988 slagit av Andy Mapple 11 dec 1988 2.0 @ 10.25 m |